# Parafia św. Józefa Rzemieślnika w Zambrowie
Parafia pw. św. Józefa Rzemieślnika w Zambrowie – rzymskokatolicka parafia należąca do dekanatu Zambrów, diecezji łomżyńskiej, metropolii białostockiej.

## Historia
Samodzielny ośrodek duszpasterski, utworzona 23 grudnia 1990 r. przy murowanej tymczasowej kaplicy pw. św. Józefa Rzemieślnika i w tym dniu została ona poświęcona przez biskupa łomżyńskiego Juliusza Paetza. Plebania murowana została wybudowana w latach 1991–1992. Parafia powstała z terytorium parafii Trójcy Przenajświętszej. 
Parafię pw. św. Józefa Rzemieślnika erygował w dniu 29 listopada 1992 r. ordynariusz łomżyński ks. bp Juliusz Paetz. 
Dekretem biskupa łomżyńskiego Janusza Stepnowskiego z 9 lutego 2021 r. kościół parafialny został ustanowiony jednym z 20 kościołów stacyjnych Papieskiego Roku św. Józefa w diecezji łomżyńskiej.

## Kościół parafialny
W latach 1996–2000 staraniem ks. proboszcza Mariana Olszewskiego został wybudowany i wyposażony kościół murowany, według projektu arch. Henryka Toczydłowskiego z Białegostoku. Świątynia została konsekrowana w dniu  17 grudnia 2000 r. przez ks. bp Stanisława Stefanka.  
W latach 2009–2011 kościół został przyozdobiony freskami na sklepieniu i ścianach bocznych autorstwa artysty-malarza Józefa Krasnodębskiego. W 2008 roku zainstalowano elektroniczny instrument klawiszowy Content D4700, wraz z systemem nagłaśniającym, ukrytym za quasi-organowym prospektem piszczałkowym. We wrześniu  2022 roku zostały poświęcone i oddane do użytku 25-głosowe organy piszczałkowe niemieckiej firmy Kemper. Zostały one relokowane z kościoła Świętego Krzyża i Św. Rodziny w Siegen w Niemczech przez firmę organmistrzowską Krzysztofa Grygowicza. Przebudowano też prospekt organowy. 
W parafii działa Wspólnota modlitewna Świeckiego Kapłaństwa i Wspólnota modlitewna Modlitwy za Dusze Czyśćcowe, a także zespół Józefinki.

## Proboszczowie
- ks. prał. Marian Olszewski (1992 – 12 lipca 2019)
- ks. kan. dr Grzegorz Śniadach (od 13 lipca 2019)

## Zasięg parafii
W granicach parafii znajdują się miejscowości:

- Chmiele-Pogorzele (8 km),
- Chorzele (8 km),
- Czartosy (6 km),
- Dąbki-Łętownica (7 km),
- Długobórz Drugi (5 km),
- Długobórz Pierwszy (5,5 km),
- Grochy-Łętownica (8 km),
- Grochy-Pogorzele (7 km),
- Łosie (5 km),
- Osowiec (6 km),
- Rykacze (5 km),
- Sasiny (7 km),
- Wądołki Wiklina (1 km),
- Wola Zambrowska - poligon (0,5 km).

oraz ulice Zambrowa: 

- Al. Wojska Polskiego (parzyste od nr 50, nieparzyste od nr 41),
- Grunwaldzka (parzyste),
- Magazynowa,
- Ogrodowa (od nr 23),
- Przykoszarowa,
- Przytorowa.